# بهية شهاب
بهية شهاب (وُلدت عام 1977) هي فنانة مصرية لبنانية ومؤرخة فنّ ومصممة وباحث في الخط العربي.

## المسيرة المهنية
في بداية الثورة المصرية في كانون الثاني/يناير، قامت شهاب برشّ صوراً لكلمة «لا» احتجاجاً في شوارع القاهرة. وقد اكتشفت شهاب من خلال أبحاثها حول كلمة «لا» أنّ هناك آلاف الطرق لكتابة هذه الكلمة. مع هذه الشخصيات، وجدت شهاب أنها خلقت قوالب الإستنسل الفنية التي مثلت النزاع الحالي، بما في ذلك «لا لفرعون جديدة».
وألقت شهاب محادثة TED في حزيران/يونيو عام 2012 بعنوان «ألف مرة لا» وحصلت على زمالة TED في عام 2012 وزمالة TED العليا في عام 2016. وتم عرض أعمال شهاب الفنية في معارض حول العالم، كما ظهرت في الفيلم الوثائقي 'بنات نفرتيتي'' (2015). ونشرت شهاب كتابًا بعنوان «لا ألف مرة: التاريخ البصري لحرفي اللام والألف» في عام 2010. وقد تم اختيار شهاب كواحدة من أكثر 70 متحدثة براعةَ في منظمة اليونسكو.
وفي عام 2011، قامت شهاب بتطوير برنامج التصميم الجرافيكي في الجامعة الأمريكية في القاهرة من خلال دورات ركزت على الثقافة البصرية للعالم العربي. وقامت بتدريس أكثر من أربعة عشر دورة حول هذا الموضوع. 
وفي عام 2016، شغلت منصب قاضٍ في مسابقة أفضل 100 ملصقة عربية، وهي أول مسابقة في العالم العربي تعترف بتصميم الملصق على أنه شكل من أشكال الفن.